# Skin Tight (canción)
«Skin Tight» es una canción interpretada por la banda estadounidense Ohio Players. Fue publicada en marzo de 1974 como la canción de apertura de su álbum Skin Tight. Más tarde, la canción fue editada y publicada en julio del mismo año como el segundo y último sencillo del álbum.

## Grabación y producción
Producido por la banda, la canción se grabó y mezcló en Paragon Studios, en Chicago, Illinois, por el ingeniero de audio Barry Mraz. La masterización de «Skin Tight» se llevó a cabo en Sterling Sound, en Edgewater, Nueva Jersey, por Dave Phimister.

## Recepción de la crítica
Un escritor no especificado de la revista Cash Box describió «Skin Tight» como una “melodía con sabor a funk [que] presenta una potente instrumentación de trompeta y voces ajustadas”. Un escritor no especificado de Record World calificó la canción como “tensa y tentadora”.

## Lista de canciones
Todas las canciones escritas y compuestas por Ohio Players.
1. «Skin Tight» – 2:50
2. «Heaven Must Be Like This» – 2:42

## Posicionamiento

### Gráfica semanal
| Gráfica (1974)                              | Pico de posición |
| ------------------------------------------- | ---------------- |
| Canadá (RPM Top Singles)                    | 19               |
| Estados Unidos (Billboard Hot 100)          | 13               |
| Estados Unidos (Billboard Hot Soul Singles) | 2                |

### Gráfica de fin de año
| Gráfica (1974)           | Pico de posición |
| ------------------------ | ---------------- |
| Canadá (RPM Top Singles) | 176              |

## Otras versiones
R.E.M. interpretó «Skin Tight» en su gira Green en 1989. Una grabación en vivo en Orlando, Florida, el 30 de abril de 1989 fue publicada como lado B de «Stand».